# ميروسلاف لاجاك
ميروسلاف لاجاك (بالسلوفاكية: Miroslav Lajčák )‏ (و. 1963  م) هو دبلوماسي، وسياسي سلوفاكي، ولد في بوبراد، هو عضوٌ في الحزب الشيوعي التشيكوسلوفاكي (نوفمبر 1989–1992).

## مناصب
تولى منصب المندوب السامي للبوسنة والهرسك (2 يوليو 2007–26 مارس 2009)
- سفير.

## التعليم
تعلم في معهد موسكو الحكومي للعلاقات الدولية، وFaculty of Law at Comenius University in Bratislava ‏.

## جوائز
حصل على جوائز منها:
- نيشان الشرف.

## روابط خارجية
- ميروسلاف لاجاك على موقع مونزينجر (الألمانية)